# 許地山
许地山（1894年2月3日—1941年8月4日），生於台南，祖籍廣東揭陽，后落籍福建龙溪，二十世纪上半叶中国作家、学者。名赞堃，字地山，笔名落花生（落華生），以字行。許地山是二十世紀中国在大學開梵文課的華人第一人和當代華人研究印度學的先行者，先前只有陳寅恪的梵文老師，西方漢學家鋼和泰教授在北大教過梵文，學生有羅世方等人，編有北京商務印書館版《梵語課本》和《梵語詩文圖解》等書籍。

## 生平
許地山於1894年2月3日（清光緒19年12月28日丑時）生于台南府城延平郡王祠附近的自家莊園窺園（人稱馬公廟許厝），乳名叔丑、丑官，母吳慎。父親許南英是清帝國台籍進士出身，襄助劉永福在台南延續台灣民主國。
1895年末1896年初，許地山三歲時（約18個月）隨母、大伯父、嬸等二十多位家人由安平港坐船逃難到潮汕，住汕頭鮀浦（今廣東省汕頭地級市金平區鮀蓮街道）桃都的許家祠堂，1896年在鮀浦由吳獻堂先生開蒙。
父親許南英在台灣民主國事敗后從安平經廈門到汕頭依親，到東南亞暹羅、新加坡等地發展，后來寄籍福建漳州龍溪，在廣東工作。從父親南洋回到廣東后，許地山跟随家人移居廣州府城，在廣州讀書多年，學會了廣州話、粵曲、粵謳、琵琶。許地山母語是閩南話，從小受書齋的傳統漢學教育，在廣州入讀新式學堂，能操流利的廣州話、漳州話、官話及英文。
1911年辛亥革命后，許南英到閩南做行政工作，許地山便在漳州的小學、中學、師範學校教書，第一份教職是在龍海，又曾經到緬甸仰光的僑校任教。
1912年，許地山跟隨父親首次回到日治時期的台灣訪親。1915年與台中霧峰林家的小姐林月森訂婚，林月森家住漳州，1918年婚后生女兒許樊新，1920年夫人林月森病逝。
1917年，许地山進入燕京大学文科宗教学院。1920年取得文学士（Bachelor of Arts, B.A.）学位后留校任教，做過包括周作人在內的幾位教授的助教，還在燕京大學神學院讀神學。1921年1月，许地山和沈雁冰、叶圣陶、郑振铎等12人在北京发起成立文学研究会，创办《小说月报》。
1923年與台灣人范本梁成立新台灣社，創辦《新台灣》雜誌。許地山出國留學之後，范本梁將之改組為無政府主義組織新台灣安社。

### 出國遊學
1923年8月，许地山前往美国哥伦比亚大学研究宗教史和比较宗教学。1924年得文学硕士（Master of Arts, M.A.）学位，转入英国牛津大学研究宗教史学、印度学、梵文等，並研究佛教。習得法文、德文、希臘文、拉丁文及梵文。
1926年得牛津大學文學學位（Bachelor of Letters, B.Litt.這個牛津學位學歷上相當於台灣的文學碩士學位，但對學力的要求比普通的文學碩士(Master of Arts)高，許多攻讀這個學位的研究生都已有文學碩士學位，錢鍾書在牛津也被授與B.Litt.學位，離開英國后到印度研究印度學。（在倫敦時，建議老舍將長篇小說“老張的哲學”寄回中國發表，連載於“小說月報”）

### 回国
1927年回国任燕京大学教授，另在北京大学和清华大学兼课。1929年5月1日與周俟松自由戀愛并結婚。1931年，兒子周苓仲出世。1932年生女許燕吉。
1933年與妻到台北帝國大學做學術訪問，與日本漢學家神田喜一郎教授交流，世兄吳守禮做日本語翻譯，并回台南會見許丙丁等文化人。
1935年受時任香港總督邀請，出任香港大学中文系主任，進行教育改革，使過往一直由前清閣老把持的中文系煥然一新。此後便住在英屬香港香港島半山區羅便臣道125號直至逝世。1941年8月4日，許地山卒於英屬香港，葬於香港華人基督教聯會薄扶林道墳場。編號是甲段11A級3穴2615，墓碑設計平凡簡單，上面只寫上「香港大學教授許公地山之墓」，及其在世日期，而下款是其兒女。

## 评价
許地山身后，陳寅恪挽聯寫到許在香港的學術生活以及两人的交往：
人事极烦劳，高斋延客，萧寺属文，心力暗殚浑未觉； 
离乱相依托，娇女寄庑，病妻求药，年时回忆倍伤神。
《论许地山先生宗教史之学》對許的宗教史研究非常推崇：「寅恪昔年略治佛道二家之学，然于道教仅取以供史事之补证，于佛教亦止比较原文与诸译本字句之异同，至其微言大义之所在，则未能言之也。后读地山先生所著佛道二教史论文，关于教义本体俱有精深之评述，心服之余，弥用自愧，遂捐弃故技，不敢复谈此事矣。」
1941年8月17日，老舍於大公報有「哭許地山」一文感懷過往，文中寫到許地山「他有學問而沒有架子,他愛說笑話，村的雅的都有…」。

## 作品
許地山一生创作的文学作品多以台、闽、粤和东南亚、印度为背景
- 著作主要有《空山灵雨》、《缀网劳蛛》、《危巢坠簡》、《道教史》、《达衷集》、《印度文学》（1930年）、《命命鳥》、《解放者》等。
- 译著有《孟加拉民间故事》（1928年）、《二十夜问》、《太阳的下降》（1934年）、《世界名歌一百曲集》第一册等。
- 演讲稿有《宗教的妇女观》、《女子的服饰》、《英雄造时势与时势造英雄》等。

以其筆名為題的散文《落花生》曾選入台灣的中學國文教科書及1980年的香港初中中國語文科課文。
《摇篮曲》中文歌词

## 逸聞
許地山素對婦女議題及中國服裝甚有研究，曾於港發表《近三百年來底中國女裝》論文，並曾在港舉行了一次名為《三百年來中國婦女衣服》的演講。當時張愛玲已就讀於港大，其甚有名的散文《更衣記》簡述了中國三百年來的婦女衣裝。因此普遍人認同張愛玲曾修讀許地山於港大開設的課，而其《更衣記》亦可作為許地山研究成果的一種延伸。
張愛玲《茉莉香片》裡的華南大學中國文學教授言子夜就有許地山的影子（子夜就是午夜，言午是許）。
有研究者認定：是許最早將粵語淡定一詞引進現代漢語白話文，用在《空山靈雨．銀翎底使命》裡。